# Liubîdva, Vîșhorod
Liubîdva (în ucraineană Любидва) este un sat în comuna Vahivka din raionul Vîșhorod, regiunea Kiev, Ucraina.

## Demografie
Componența lingvistică a localității Liubîdva
     Ucraineană (96,55%)
     Rusă (3,45%)
Conform recensământului din 2001, majoritatea populației localității Liubîdva era vorbitoare de ucraineană (96,55%), existând în minoritate și vorbitori de rusă (3,45%).